# Rhynie

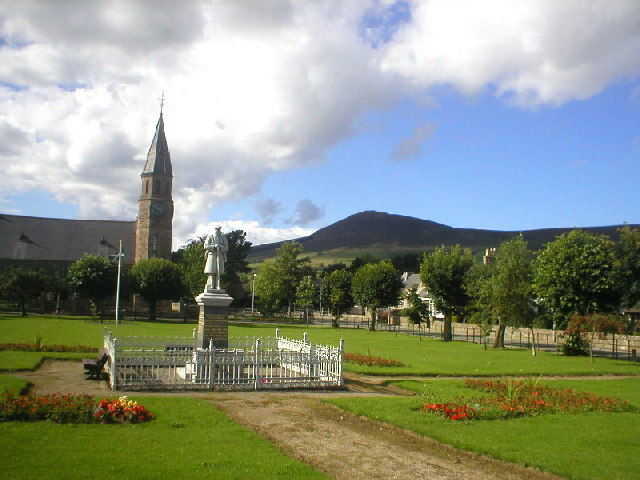
Memorial de la guerra a Rhynie amb Tap o' Noth a lallunyanía

Rhynie (en gaèlic escocès:Roinnidh) és una població d'Aberdeenshire, Escòcia.
El Rhynie Chert rep el nom d'aquesta població com també el gènere de plantes extint Rhynia.
Alexander Murdoch Mackay hi nasqué el 13 d'octubre de 1849.

## Història

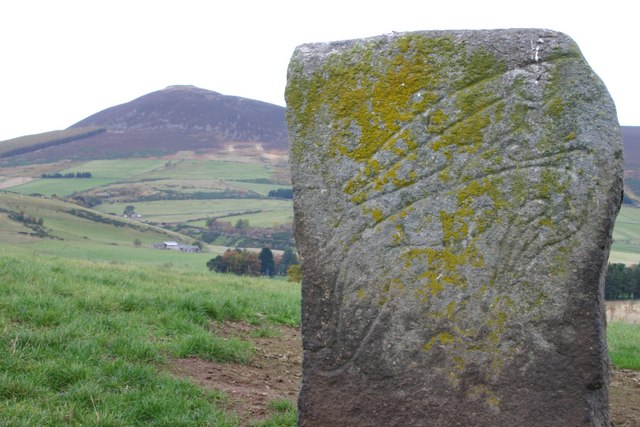
El "Craw Stane", un símbol picte que mostra un salmó i un animal desconegut

Vuit pedres pictes s'han trobat a Rhynie, incloent el "Rhynie Man", un bloc de 2 metres que probablement representa el déu cèltic Esus, descobert l'any 1978. Actualment es troba exposat a Aberdeen.
L'any 2011 les excavacions arqueològiques a Rhynie, desenterraren un assentament fortificat de l'alta Edat Mitjana amb fragments àmfores romanes dels segles V o VI. Els arqueòlegs van especular que aquest assentament estava ocupat pels reis del pictes.